# Lo más grande en la vida
Lo más grande en la vida es una película muda dirigida por D. W. Griffith en 1918.

## Sinopsis
Jeannette Peret (Lillian Gish), la hija del propietario de una tienda de puros, sale de su casa de Greenwich Village de camino a Francia con la esperanza de encontrar allí el amor que se le escapa en casa. Se enamora de le Bebe (David Butler), un importante vendedor ambulante de verduras, pero sus maneras poco sofisticadas le desilusionan. Edward Livingston (Robert Harron), un joven rico de su hogar que había despreciado a Jeannette, ahora se da cuenta de su error de juicio. Pero él también tiene un gran defecto, y sólo el estallido de la guerra, irónicamente, es capaz de llevar Jeannette a una conclusión pacífica sobre su búsqueda.

## Reparto
| Actor           | Personaje            |
| --------------- | -------------------- |
| David Butler    | Sr. Le Bebe          |
| Lillian Gish    | Jeannette Peret      |
| Robert Harron   | Edward Livingston    |
| Peaches Jackson | Srta. Peaches        |
| Adolph Lestina  | Leo Peret            |
| Elmo Lincoln    | El soldado americano |
| Edward Peil Sr. | El oficial alemán    |
| Kate Bruce      | La tía de Jeannette  |